# フットボル・ブール＝カン＝ブレス・ペロナ01
フットボル・ブール＝カン＝ブレス・ペロナ01（フランス語・Football Bourg-en-Bresse Péronnas 01）通称・FCブール＝ペロナはフランス・ブール＝カン＝ブレス郊外のペロナを本拠地とするサッカークラブ。
2024-25シーズンはフランス全国選手権（3部）に所属する。

## 歴史
1942年6月10日、ユニオン・スポルティヴ・ブール＝ペロナとFCブールが合併しFCブール＝ペロナ（Football Club Bourg-Péronnas）として誕生。
創立以降長い間地域リーグに留まっていたが1994年に初の全国の舞台となるフランス全国選手権3(5部)に到達した後は3部と5部の間を行き来するものの地域リーグには降格せず比較的安定している。

2015年にはリーグ・ドゥに昇格し初めてプロクラブとしての資格を得る。そしてこの時70年以上続いたクラブ名を新たに現名称であるフットボル・ブール＝カン＝ブレス・ペロナ01へと変更した。

2022-23シーズン、フランス全国選手権で14位に終わりフランス全国選手権2(4部)への降格が決まったがDNCGより経営面を問題視され6月20日には更にその下のフランス全国選手権3への降格を言い渡された。クラブ側は即座に控訴を行い同年7月6日に勝訴が確定し賃金規制の条件付きながら4部残留を認められた。
この困難にもかかわらず2023-24シーズンは序盤からグループDの首位争いを繰り広げ、途中ペナルティによる勝点3剥奪はあったものの終わってみれば2位に勝点4差を付けグループ首位となり1年でのフランス全国選手権復帰を果たした。